# Kimberley Locke
Pour les articles homonymes, voir Locke.
Kimberley Locke, née le 3 janvier 1978 à Hartsville, Tennessee, aux États-Unis, est une chanteuse américaine, issue de la deuxième saison du télécrochet American Idol, dont elle finit troisième.

## Prestations lors d'American Idol
| Semaine   | Chanson                                             | Artiste                                 | Thème                               | Résultat |
| --------- | --------------------------------------------------- | --------------------------------------- | ----------------------------------- | -------- |
| Audition  | Over the Rainbow                                    | Judy Garland                            | [N/A]                               | Advanced |
| Hollywood | Band of Gold (avec Frenchie Davis)                  | Freda Payne                             | Group Performances                  | Advanced |
| Top 32    | Over the Rainbow                                    | Judy Garland                            | Semifinal Group 2                   | Advanced |
| Top 12    | Heat Wave                                           | Martha and the Vandellas                | Motown                              | Bottom 3 |
| Top 11    | Home                                                | Stephanie Mills                         | Movie Hits                          | Safe     |
| Top 10    | I Can't Make You Love Me                            | Bonnie Raitt                            | Country/Rock                        | Safe     |
| Top 8     | It's Raining Men                                    | Weather Girls                           | Disco                               | Bottom 3 |
| Top 8     | My Heart Will Go On                                 | Celine Dion                             | Billboard Number One Hits           | Bottom 3 |
| Top 7     | New York State of Mind                              | Billy Joel                              | Billy Joel                          | Safe     |
| Top 6     | If You Asked Me To                                  | Patti LaBelle                           | Diane Warren                        | Safe     |
| Top 5     | I Heard It Through the Grapevine Where the Boys Are | The Miracles Connie Francis             | 1960s Neil Sedaka                   | Safe     |
| Top 4     | I Just Want to Be Your Everything Emotion           | Andy Gibb Samantha Sang                 | Bee Gees                            | Bottom 2 |
| Top 3     | Band of Gold Anyone Who Had a Heart Inseparable     | Freda Payne Dionne Warwick Natalie Cole | Random Judge's Choice Idol's Choice | Eliminée |

## Discographie

### Albums
| Année | Album                                 | nt  | nt          | nt       | Certifications (sales threshold) |
| Année | Album                                 | US  | US Internet | US Comp. | Certifications (sales threshold) |
| ----- | ------------------------------------- | --- | ----------- | -------- | -------------------------------- |
| 2004  | One Love - Format : CD                | 16  | 4           | 16       | - US Sales: 212,000              |
| 2007  | Based On A True Story - Format : CD   | 160 | —           | 181      | - US Sales: 22,000               |
| 2007  | Christmas - Format : Digital          | —   | —           | —        | - US Sales: 3,000                |
| 2011  | Four For The Floor - Format : Digital | —   | —           | —        | - US Sales: TBD                  |

### Singles
| Année | Single                         | Classement | Classement | Classement | Classement | Classement | Classement | Album                                 |
| Année | Single                         | US         | US Main    | US AC      | US Adult   | US Dance   | CAN AC     | Album                                 |
| ----- | ------------------------------ | ---------- | ---------- | ---------- | ---------- | ---------- | ---------- | ------------------------------------- |
| 2003  | Silver Bells (avec Clay Aiken) | —          | —          | 16         | —          | —          | —          | American Idol: Great Holiday Classics |
| 2004  | 8th World Wonder               | 49         | 19         | 6          | 36         | —          | 16         | One Love                              |
| 2004  | Wrong                          | —          | 39         | —          | —          | —          | —          | One Love                              |
| 2005  | Coulda Been                    | —          | —          | —          | —          | —          | —          | One Love                              |
| 2005  | I Could                        | —          | —          | 8          | —          | —          | 18         | One Love                              |
| 2005  | Up on the House Top            | —          | —          | 1          | —          | —          | —          | Christmas                             |
| 2006  | Jingle Bells                   | —          | —          | 1          | —          | —          | —          | Christmas                             |
| 2007  | Change                         | —          | —          | 6          | —          | 1          | —          | Based on a True Story                 |
| 2007  | Band of Gold                   | —          | —          | 9          | —          | 1          | 21         | Based on a True Story                 |
| 2007  | Frosty the Snowman             | —          | —          | 1          | —          | —          | 40         | Christmas                             |
| 2008  | Fall                           | —          | —          | 17         | —          | 1          | —          | Based on a True Story                 |
| 2008  | We Need a Little Christmas     | —          | —          | 19         | —          | —          | —          | Christmas                             |
| 2010  | Strobelight                    | —          | —          | —          | —          | 5          | —          | —                                     |
| 2011  | Silver Bells                   | —          | —          | —          | —          | —          | —          | —                                     |
| 2012  | Finally Free                   | —          | —          | —          | —          | —          | —          | Four for the Floor                    |

### Autres
- 2003 : Ammon - New Blues Sessions (chœurs)
- 2003 : Over the Rainbow (American Idol Season 2: All Time Classic American Love Songs)
- 2003 : God Bless the USA (avec les participants de AI2) (American Idol Season 2: All Time Classic American Love Songs)
- 2003 : What the World Needs Now (avec les participants de AI2) (American Idol Season 2: All Time Classic American Love Songs)
- 2003 : The Christmas Song (American Idol: The Great Holiday Classics)
- 2003 : O Come, All Ye Faithful (Group performance) (American Idol: The Great Holiday Classics)
- 2003 : Santa Claus Is Coming to Town (Group performance) (American Idol: The Great Holiday Classics)
- 2005 : A Dream Is a Wish Your Heart Makes (DisneyMania 3)
- 2005 : Wishes (duo avec Peabo Bryson) (Wishes)
- 2005 : Better Than This (bande originale de L'Homme parfait)
- 2005 : Come Together Now (Multi-artist charity single) (Come Together Now Collaborative)
- 2007 : Please Come Home for Christmas (avec Dave Koz sur son album Memories of a Winter's Night)
- 2009 : Let the Fire Burn Hot (bande originale de Camille)
- 2009 : Lay Down in My Love (bande originale de Camille)
- 2010 : Spanish Guitar (avec Benise sur son album Spanish Guitar)

## Vidéographie
- 8th World Wonder (2004) réalisé par Sam Erickson.
- Wrong (2004) réalisé par Urban Strom.
- Coulda Been (2004) réalisé par Urban Strom.
- Change (2007) réalisé par Roman White.
- Silver Bells (2011) réalisé par Adam Bergey et Eric Baldetti.

## Récompenses
New Music Awards
- 2005: Nominated - Female Adult Contemporary Artist Of The Year

Teen Choice Awards
- 2003: Nominated - Choice TV Reality/Variety Star - Female
- 2004: Nominated - Favorite Love Song - 8th World Wonder